# Rai Südtirol
Rai Südtirol (dawniej Rai Sender Bozen) – niemieckojęzyczna stacja telewizyjna oraz rozgłośnia radiowa, należąca do włoskiego nadawcy publicznego, RAI. Programy stacji oraz siedziba rozgłośni znajdują się w mieście Bolzano (niem. Bozen) w regionie Trydent-Górna Adyga na północy Włoch.

## Radio
Radio Rai Sender Bozen zostało założone w 1960 roku. Rozgłośnia specjalizuje się w nadawaniu niemieckojęzycznych słuchowisk, a także w tematyce związanej z lokalną wspólnotą niemiecką. Od niedawna część nadawanych programów oraz audycji jest prezentowana w języku ladyńskim.

## Telewizja
Pierwsza transmisja telewizyjna Rai Sender Bozen odbyła się 7 lutego 1966 roku. Początkowo kanał prezentował swój program od 20 do godziny 21 i był emitowany na antenie stacji Rete 2 (obecnie Rai Due). Od 15 grudnia 1979 roku Rai Sender Bozen jest niezależną od Rai Due stacją emitującą własne programy autorskie.
Obecnie kanał emitowany jest na żywo od godziny 18 do 22:30. W innych godzinach część audycji lokalnych jest nadawana na kanale Rai Tre, publicznej stacji regionalnej.

## Rai Ladinia

Rai Ladinia wystartował w 1998 r. i nadaje dla mieszkańców Südtirolu. Tam nadaje razem ze stacją Rai Südtirol.